# أييوس ييورييوس (إماثيا)
أييوس ييورييوس (Άγιος Γεώργιος) هي مدينة في إيماثيا في مقاطعة فوريا إلادا في اليونان.
يبلغ عدد سكانها حوالي 1813 نسمة.